# Guillermo Maciel
Guillermo Horacio Maciel Pappa (16 de febrero de 1958) es un abogado, docente, especialista y consultor en políticas de seguridad pública, que desde el 1° de marzo de 2020 al  6 de noviembre de 2023, como parte del gobierno de Luis Lacalle Pou, se desempeñó como Subsecretario del Ministerio del Interior de la República Oriental del Uruguay, equivalente al cargo de Viceministro del Interior.

## Biografía
Maciel nació el 16 de febrero de 1958. Luego de completar sus estudios secundarios, ingresó a la Universidad de la República, de donde se graduó como doctor en derecho y ciencias Sociales, y doctor en diplomacia. Maciel también es profesor adscripto y profesor adjunto grado 3 de ciencia política en la Facultad de Derecho y Ciencias Sociales de la Universidad de la República. También se ha desempeñado cómo docente en la Universidad de la Empresa y en la Universidad Católica del Uruguay (UCU). Maciel también fue director del Observatorio en Seguridad Pública de la Fundación Propuestas entre 2007 y 2020. Autor de varias publicaciones y en materia periodística, columnista en medios de prensa escrito. Sumado a sus trabajos académicos en publicaciones nacionales, en calidad de coautor Maciel escribió un manual de ciencia política, editado por la Fundación de Cultura Universitaria. También publicó el libro Del Videopoder a la Ciberpolítica.

## Trayectoria política
Maciel se desempeñó como director general de la Secretaría del Ministerio del Interior desde el 17 de marzo de 1999 y hasta el 29 de febrero de 2000. Ocupó este mismo cargo desde el 1 de marzo de 2000 y hasta el 28 de febrero de 2005. También se desempeñó como asesor en materia de seguridad pública del senador colorado Pedro Bordaberry, en el Poder Legislativo. Fue designado y asumió, desde el 1 de marzo de 2020 y como parte del gobierno de Luis Lacalle Pou, el cargo de Subsecretario del Ministerio del Interior.